# Semiothisa austera
Semiothisa austera är en fjärilsart som beskrevs av Louis Beethoven Prout 1932. Semiothisa austera ingår i släktet Semiothisa och familjen mätare. Inga underarter finns listade i Catalogue of Life.